# Torbjørn Yggeseth
Torbjørn Yggeseth (Asker, 18 juni 1934 – aldaar, 10 januari 2010) was een Noors schansspringer.
Yggeseth won het kampioenschap schansspringen op het skifestival van Holmenkollen in 1963. In dat jaar won hij ook de "Holmenkollenmedaille" (samen met Alevtina Koltsjina, Pavel Koltsjin en Astrid Sandvik). Op de Olympische Winterspelen 1960 in Squaw Valley eindigde hij als vijfde in de individuele wedstrijd op de grote schans. Nadien werd hij actief binnen de FIS.